# Wah-Wah (brano musicale)
Wah-Wah è un brano musicale composto da George Harrison e pubblicato nell'album All Things Must Pass del 1970. La canzone venne scritta all'inizio del 1969 durante le travagliate sedute di registrazione dell'album Let It Be dei The Beatles. Harrison compose di getto la traccia dopo aver temporaneamente abbandonato i Beatles agli inizi del gennaio 1969. Il testo riflette le sue frustrazioni durante quel periodo dovute all'atmosfera opprimente venutasi a creare nelle dinamiche interne del gruppo, causata dai dissidi avuti con Paul McCartney che criticava il suo modo di suonare la chitarra, con John Lennon che mancava d'interesse nel progetto e lo criticò come compositore, e dal costante coinvolgimento di Yōko Ono nelle attività della band. Critici musicali e biografi hanno definito la canzone un'affermazione di libertà artistica ed individuale dai Beatles da parte di Harrison. La sua creazione contrasta in parte con le collaborazioni da lui avute fuori dal gruppo nei mesi precedenti alle sessioni del progetto Get Back/Let It Be, in particolare con Bob Dylan e The Band a New York.
Incisa poco tempo dopo lo scioglimento dei Beatles nel 1970, Wah-Wah fu la prima traccia registrata per All Things Must Pass. La registrazione include un denso lavoro di produzione opera di Phil Spector e l'apporto di vari musicisti inclusi Eric Clapton, Ringo Starr, Billy Preston, Bobby Keys e i Badfinger. Alla sua pubblicazione, Rolling Stone descrisse il brano "una grande cacofonia di suoni dove gli strumenti a fiato sembrano chitarre e vice versa". Sebbene molti critici di settore trovarono appropriato il pesante trattamento produttivo operato sulla canzone, Harrison considerava la registrazione sovraprodotta e il suono troppo compresso. A tal proposito, durante il Concert for Bangladesh nel 1971, ne eseguì una versione maggiormente in linea con le sue intenzioni originarie.

## Il brano
Nella sua autobiografia, I, Me, Mine, Harrison spiega come il titolo della canzone fosse un riferimento sia al pedale wah-wah sia a una metafora per indicare un "mal di testa". Il wah-wah era un effetto per la chitarra da lui molto utilizzato durante le sedute iniziali del progetto Get Back. Il messaggio della canzone , secondo Harrison, era: "mi state facendo venire un dannato mal di testa." Wah-Wah, secondo alcuni critici, sarebbe diretta agli "artifizi" e alla "pretenziosità" che circondavano i Beatles.

### Antefatto

#### Ottobre-dicembre 1968: viaggio in America
Discutendo della canzone Wah-Wah e della temporanea fuoriuscita di George Harrison dai Beatles nel gennaio 1969, svariati commentatori hanno fatto notare l'importanza del suo recente soggiorno di due mesi in America, che seguì il completamento del doppio album The Beatles nel 1968, comunemente conosciuto come "White Album". A Los Angeles, dove stava producendo il disco di Jackie Lomax Is This What You Want? per la Apple Records, Harrison diresse sessionmen di prestigio quali Hal Blaine e Larry Knechtel, ed incontrò due musicisti statunitensi con cui avrebbe presto collaborato a Londra, Delaney Bramlett e Leon Russell. Più avanti nel corso del viaggio negli Stati Uniti, Harrison soggiornò nei paraggi di New York, dove ebbe una collaborazione musicale con Bob Dylan e stabilì un rapporto di amicizia con lui e i membri della The Band. Durante questo periodo, Harrison continuava a progredire come autore, avendo contribuito alla scrittura di quattro brani inclusi in The Beatles che, nelle parole dello scrittore Nicholas Schaffner, "avevano fermamente reso anche lui un serio sfidante all'egemonia di John Lennon e Paul McCartney come principali autori nella band". In aggiunta, egli aveva recentemente scritto insieme a Eric Clapton il singolo Badge dei Cream, oltre ad avere collaborato con Dylan a Bearsville.

#### Gennaio 1969: Twickenham Film Studios

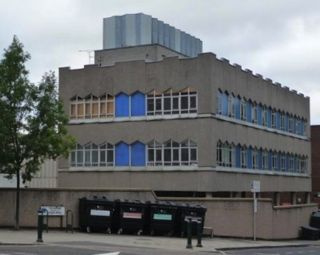
Parte dei Twickenham Film Studios, Londra

A posteriori Harrison ricordò i due mesi trascorsi negli Stati Uniti come un "periodo molto piacevole", mentre invece "molto difficoltoso il momento nel quale tornò a lavorare con i Beatles [per il progetto Get Back/Let It Be]". Le difficoltà includevano il dover sopportare l'atteggiamento "dittatoriale" di McCartney in studio, e il suo voler insegnare agli altri come dovessero suonare i propri strumenti, oltre che il progressivo distacco di Lennon dal gruppo a causa della sua dipendenza emotiva dall'onnipresente nuova compagna, Yōko Ono. La coppia era inoltre recentemente caduta nella tossicodipendenza da eroina, lasciando Lennon, "creativamente svuotato". Nel loro saggio sul "progetto" Get Back, Doug Sulpy e Ray Schweighardt scrissero che, altra grande frustrazione per Harrison, era il fatto di come Lennon e McCartney sottovalutassero sistematicamente le sue composizioni, persino quando "erano molto meglio delle loro". L'anno precedente, Lennon e McCartney avevano mostrato scarso entusiasmo verso While My Guitar Gently Weeps di Harrison, canzone definita a posteriori dallo studioso Mark Hertsgaard come "forse la migliore traccia di tutto il White Album".
Il 6 gennaio 1969, terzo giorno della band presso i Twickenham Film Studios le telecamere catturarono un diverbio tra Harrison e McCartney, dove quest'ultimo criticava il modo di suonare di Harrison in Two of Us. Un rassegnato Harrison gli risponde seccato: «I'll play what you want me to play, or I won't play at all if you don't want me to play» ("Suonerò ciò che vuoi che io suoni, o non suonerò affatto se non vuoi che suoni"). Con le sessioni filmate dal regista Michael Lindsay-Hogg, le riprese mostrano Neil Aspinall e George Martin solidali con Harrison, mentre riconoscono che McCartney e Lennon "non gli danno abbastanza libertà di manovra nelle loro composizioni". Ringo Starr, che aveva lasciato il gruppo per breve tempo durante le sedute di registrazione del White Album, in parte a causa di McCartney che era insoddisfatto di come suonasse la batteria nella traccia Back in the U.S.S.R., ricorda il rifiuto da parte di Harrison di essere "dominato" da McCartney: «Paul [tipicamente] voleva dirgli come suonare l'assolo di chitarra, e George gli diceva, "ascolta, sono io il chitarrista. Suonerò io l'assolo." E lo faceva sempre, suonava sempre ottimi assoli.»
Nel corso dei primi tre giorni ai Twickenham, Harrison aveva proposto agli altri membri del gruppo alcune sue nuove canzoni come All Things Must Pass, Let It Down e Hear Me Lord; ricevendo in cambio soltanto "derisione e scarso interesse da Lennon o pesanti interferenze artistiche da parte di McCartney". L'8 gennaio, Harrison presenta I Me Mine, brano ispirato dagli egocentrismi e dalla negatività presenti nella band. La canzone venne accolta con ironia da Lennon e tra i due nacque un forte litigio che culminò con John Lennon che criticava l'abilità di Harrison come compositore. Secondo Sulpy e Schweighardt, il risentimento di Lennon era una reazione alla produttività di Harrison in quel periodo, dato che lui stesso non era in grado di comporre una canzone decente all'epoca. Inoltre, Harrison aveva espresso chiaramente la sua antipatia nei confronti di Yōko Ono e della sua presenza in studio, raccontando alla coppia, come riportato da Lennon in seguito, che "Dylan ed altri dicevano che Yōko aveva una brutta reputazione a New York".
Il 10 gennaio, ebbe luogo un diverbio anche maggiore durante il quale Harrison criticò aspramente Lennon per lo scarso contributo durante le sessioni. Durante la pausa pranzo, Harrison lasciò i Beatles, dicendo agli altri di trovarsi un sostituto mettendo un annuncio su NME. Poi guidò fino a casa sua a Kinfauns, nel Surrey, e scrisse Wah-Wah quello stesso pomeriggio. Nonostante l'astio tra lui e Lennon dovuto alle recenti liti, Harrison avrebbe in seguito dichiarato che la canzone era una "frecciatina" indirizzata a Paul McCartney.

#### Ritorno di Harrison nei Beatles
Dal diario personale di George Harrison risulta che la mattina dopo Lennon e Ono lo andarono a trovare a casa all'ora di colazione, "divertendolo". Ma anche dopo una riunione di gruppo tenutasi a casa di Ringo Starr, la frattura rimase insanabile. Alla riunione, con grande irritazione di Harrison, Lennon lasciò ancora una volta che fosse Yōko a parlare in sua vece. Allora George se ne andò nella casa dei genitori a Warrington per qualche giorno prima di dettare le sue condizioni per ritornare nella band: Primo, cancellare l'idea di McCartney di un concerto dal vivo; secondo, trasferire le sessioni presso gli studi della Apple Records, a Savile Row. Gli altri acconsentirono alle richieste, Harrison tornò nel gruppo, e Lennon e McCartney iniziarono a decantare alla stampa le accresciute doti compositive di Harrison. John Lennon disse in seguito di considerare Something il brano migliore di Abbey Road, album pubblicato nel settembre 1969.

### Composizione, testo e significato
(George Harrison)
George Harrison scrisse il brano dopo aver lasciato le sessioni di registrazione dei Beatles per l'album che in seguito sarebbe diventato Let It Be, il 10 gennaio 1969. Era frustrato per il comportamento di John Lennon, e per il fatto che Paul McCartney gli avesse indicato come suonare alcune parti di chitarra; il testo riflette lo stato d'animo di Harrison. Come in Run of the Mill, scritta da Harrison anch'essa all'inizio del 1969, le liriche del testo trattano della fine dell'amicizia tra i membri della band, che nel caso di Harrison, McCartney e Lennon risaliva agli anni della scuola. Successivamente Harrison avrebbe parlato della troppa familiarità dei loro rapporti, come la causa, nello specifico riguardo McCartney, del non voler riconoscere la sua crescita artistica; e in I, Me, Mine, si riferisce a Wah-Wah come un riflesso "del modo nel quale vediamo e trattiamo gli altri, senza considerare il fatto che le persone cambiano in continuazione".

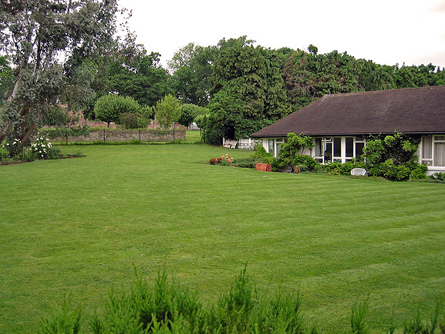
La casa di Harrison nel Surrey, Kinfauns, dove egli scrisse Wah-Wah immediatamente dopo aver lasciato i Beatles

La seconda strofa della canzone riflette la frustrazione di Harrison nell'essere ancora visto da Lennon e McCartney come il membro più giovane della band, asservito alle loro ambizioni, proprio come la sua composizione del 1968 intitolata Not Guilty ("non colpevole") era stata una sorta di difesa da parte di Harrison per avere condotto i Beatles dal Maharishi Mahesh Yogi in India. In Wah-Wah, egli afferma sarcastico:
(Wah-Wah, George Harrison)
L'accademico religioso Joshua Greene scrisse come Harrison sentendosi "così sicuro della sua elevata scelta di vita" nel gennaio 1969, a causa del suo dedicarsi alla spiritualità indù, non volesse più concedere tempo agli "sciocchi dissidi tra i membri del gruppo". Nel verso finale della canzone, George Harrison fornisce una dichiarazione spirituale di indipendenza dai Beatles:
(Wah-Wah, George Harrison)
Wah-Wah non venne mai offerta ai Beatles una volta che Harrison raggiunse gli altri alle sessioni all'Apple Studio. Egli scelse I Me Mine e For You Blue come suoi brani da includere nell'album Let It Be, portando alcuni critici a speculare che non abbia voluto sottoporre i suoi brani migliori agli altri Beatles per paura che non venissero registrati con la dovuta attenzione che meritavano. L'amarezza di Harrison dovuta alle restrizioni impostegli durante gli anni trascorsi nei Beatles ritornerà  esplicitamente in Who Can See It, canzone scritta nel 1972.

### Registrazione
Il deciso rifiuto da parte di McCartney di posticipare l'uscita del suo omonimo album di debutto fin dopo la pubblicazione di Let It Be lo portò ad annunciare il suo abbandono dei Beatles il 9 aprile 1970, e così Harrison decise finalmente di registrare un suo proprio album solista includendovi i molti brani da lui scritti scartati dai Beatles negli ultimi anni. Egli successivamente descrisse il processo di registrazione del disco come "una boccata d'aria fresca". Poco tempo prima dell'inizio delle sessioni per l'album, Harrison concesse un'intervista radiofonica al giornalista del Village Voice Howard Smith, spiegando che, anche se aveva differenti vedute ideologiche con Lennon, la sua obiezione a qualsiasi possibile reunion dei Beatles si basava esclusivamente su divergenze musicali con McCartney. L'avversione di Harrison nel lavorare con McCartney era ancora percepibile vent'anni dopo durante le sessioni del progetto Anthology.

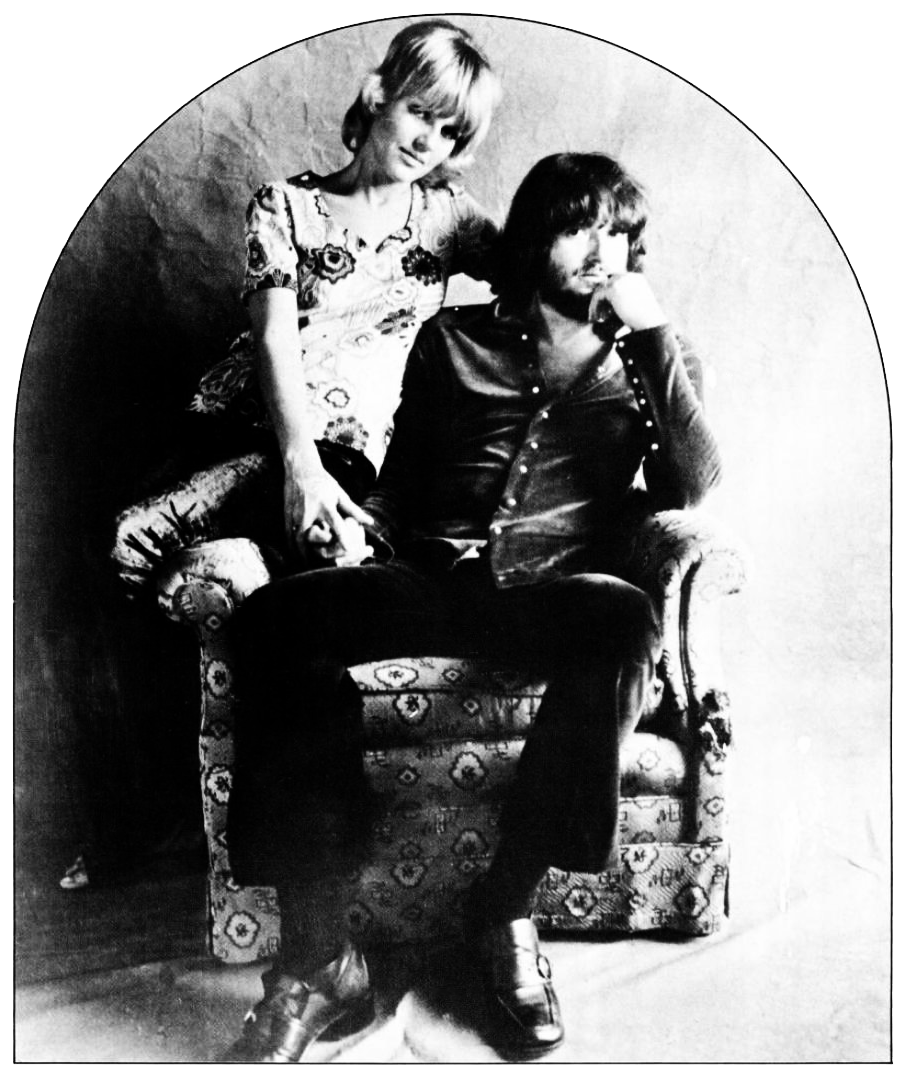
Delaney e Bonnie Bramlett influenzarono il sound di Wah-Wah, dopo che Harrison era andato in tour con loro nel dicembre 1969

Nella stessa intervista radiofonica del 1970, Harrison annuncia che il suo album solista sarà co-prodotto insieme a Phil Spector, il cui lavoro su Let It Be era stato recentemente criticato da McCartney. Wah-Wah fu la prima canzone incisa per All Things Must Pass, la cui lavorazione iniziò nel maggio 1970 agli Abbey Road Studios. In stile con il caratteristico metodo produttivo di Spector, alle sessioni presero parte numerosi musicisti. La formazione musicale che suonò nella traccia fu la seguente: Harrison ed Eric Clapton chitarre elettriche, tre membri dei Badfinger alle chitarre acustiche, Billy Preston e Gary Wright tastiere, Jim Price e Bobby Keys fiati, Klaus Voormann al basso, Starr batteria, e Mike Gibbins dei Badfinger al tamburello. Bobby Whitlock, ex collaboratore di Delaney & Bonnie, ha dichiarato di aver suonato il pianoforte elettrico in Wah-Wah.
A proposito di questa prima seduta, nel 2000 Harrison disse che la musica suonava molto bene in sala d'incisione, "senza eccessiva eco", ma che rimase scioccato nel risentire il playback accorgendosi di come Spector aveva registrato la traccia con tutto quel riverbero. Harrison liquidò il risultato come  "orribile", e ricordò che quando Clapton gli disse che a lui piaceva, egli rispose: «Beh, allora mettila sul tuo di album.» Le sovraincisioni su molte altre tracce base delle canzoni del disco, furono eseguite senza l'apporto di Spector, e completate entro il 12 agosto. Dopo aver ricevuto da Harrison i missaggi preliminari, Spector gli scrisse una lettera con vari suggerimenti per ogni brano; nel caso di Wah-Wah, questi includevano l'aggiunta di un assolo di sassofono suonato da Keys, e cori di sottofondo. Oltre a sovraincidere i suoi assoli di slide guitar, Harrison si occupò di cantare tutte le varie parti vocali, accreditandosi come "The George O'Hara-Smith Singers" nelle note dell'album.
L'incisione inizia con il riff di chitarra di Harrison, al quale si aggiunge poi la chitarra di Clapton, suonata con il pedale wah-wah. La canzone include inoltre percussioni in evidenza, comprese maracas e congas non accreditate, poi tastiere, fiati, e molte parti di chitarra quasi sommerse nel mixaggio. Completa il tutto il cantato di Harrison, "quasi affogato" nel Wall of Sound di Spector. Infine, la traccia sfuma riprendendo il tema del riff iniziale.

## Pubblicazione
La Apple Records pubblicò All Things Must Pass il 27 novembre 1970 includendo Wah-Wah come terza traccia tra My Sweet Lord e Isn't It a Pity. Nonostante l'elevato prezzo di vendita, essendo uno dei primi tripli album in studio della storia del rock, il disco riscosse un notevole successo commerciale in tutto il mondo, superando di gran lunga i coevi album solisti di Lennon e McCartney del periodo 1970–71.
Come i brani Isn't It a Pity, All Things Must Pass, e la copertina dell'album opera di Barry Feinstein che mostra una foto di Harrison in stivaloni di gomma circondato da quattro gnomi da giardino, anche Wah-Wah venne recepita come un commento dell'autore sul suo passato nei Beatles. Nel febbraio 1971, Harrison, Lennon e Starr si riunirono presso l'Alta corte di giustizia britannica nella causa legale intentata loro da McCartney per sciogliere la "società Beatles". Nel contesto di questo periodo di forti contrasti, Wah-Wah finisce per essere intesa dal pubblico e dalla stampa come un brano contro il solo Paul McCartney, sebbene Harrison intendesse esprimere con la canzone in questione un concetto più generale di insoddisfazione verso le restrizioni insite nel far parte di un gruppo musicale importante come i Beatles.

## Esibizioni dal vivo
Harrison suonò la canzone varie volte in concerto; anche al The Concert for Bangladesh, il 1º agosto 1971 al Madison Square Garden di New York.

## Formazione
- George Harrison - voce, chitarra elettrica, chitarra slide
- Ringo Starr - batteria
- Eric Clapton - chitarra solista
- Klaus Voorman - basso
- Billy Preston - tastiere
- Tom Evans - chitarra acustica
- Pete Ham - chitarra acustica
- Gary Wright - tastiere
- Jim Price - tromba
- Bobby Keys - sassofono
- Mike Gibbins - tamburello